# Arthur (1981)
Arthur is een Amerikaanse film van Steve Gordon die werd uitgebracht in 1981.

## Verhaal
De prille veertiger Arthur Bach is een verwende rijkeluiszoon die nooit volwassen is geworden. Hij heeft niets omhanden in zijn doelloos leventje, behalve zich bedrinken en zich overal rond laten rijden in zijn Rolls-Royce Silver Wraith. Arthur is een lichtjes excentriek maar sympathiek man die altijd een beroep kan doen op zijn trouwe butler Hobson die bij hem woont.
Hij zal de enorme som van $ 750.000.000 erven op voorwaarde dat hij trouwt met een upperclass vrouw: Susan Johnson, de dochter van een vermogende zakenrelatie van zijn vader.    
Arthur is echter verliefd op de leuke serveerster Linda, een jonge vrouw van volkse afkomst die zich af en toe bezondigt aan winkeldiefstal. Zijn familie stelt hem voor de keuze: trouwen met Susan of onterfd worden.

## Rolverdeling
| Acteur               | Personage                              |
| -------------------- | -------------------------------------- |
| Dudley Moore         | Arthur Bach                            |
| Liza Minnelli        | Linda Marolla                          |
| John Gielgud         | Hobson                                 |
| Geraldine Fitzgerald | Martha Bach, de grootmoeder van Arthur |
| Jill Eikenberry      | Susan Johnson                          |
| Stephen Elliott      | Burt Johnson                           |
| Thomas Barbour       | Stanford Bach, de vader van Arthur     |
| Ted Ross             | Bitterman                              |
| Barney Martin        | Ralph Marolla                          |
| Paul Gleason         | Carol Boynton                          |